# Lukjan Kobylycja
Lukjan Kobylycja, cyrilicí Лук'ян Кобилиця, rumunsky Lukian Kobilita (1812 Putyla – 24. října 1851 Gura Humorului), byl rakouský selský vůdce a politik rusínské (ukrajinské) národnosti z Bukoviny, během revolučního roku 1848 poslanec Říšského sněmu.

## Biografie
Pocházel z rolnické rodiny. Od roku 1839 se veřejně angažoval. Po několik let podával selské stížnosti ke krajským i zemským (haličským) úřadům na chování velkostatkářů. V letech 1843–1844 vedl rolnické protesty, do kterých se zapojilo 22 vesnic. Zemědělci požadovali vlastnictví lesů a pastvin a podporu zakládání škol. Kobylycja byl po potlačení rebelie zatčen a uvězněn. Roku 1849 se uvádí jako Lukian Kobilica, majitel hospodářství v obci Ploska.
Během revolučního roku 1848 se zapojil do veřejného dění. Ve volbách roku 1848 byl zvolen i na ústavodárný Říšský sněm. Zastupoval volební obvod Vyžnycja. Tehdy se uváděl coby majitel hospodářství. Náležel ke sněmovní levici.
Patřil mezi tři bukovinské poslance rusínské (ukrajinské) národnosti. Jeho ukrajinská etnicita je uznávána i jinými autory, ovšem s tím, že vzhledem k nízké úrovni vzdělání byli bukovinští rolničtí poslanci národnostně relativně málo vyhranění. Kobylycja nebyl (jako většina bukovinských poslanců) gramotný. Nepodpořil zemskou petici (Landespetition), se kterou se někteří představitelé Bukoviny dostavili za císařem do Olomouce a žádali ho o obnovení zemské samosprávy a oddělení Bukoviny od Haliče. Zemskou petici totiž venkovské obyvatelstvo zčásti vnímalo jako projekt místní šlechty, mající omezit rolnické reformy. Pro ukrajinsky orientované obyvatelstvo navíc byla preferovanou variantou společná existence v rámci Haliče.
V listopadu 1848 vypuklo na různých místech Bukoviny, Haliče a Zakarpatska rolnické povstání. Kobylycja se do povstání, které trvalo až do léta roku 1849, zapojil. Skončilo vojenským zásahem a represemi. Kobylycja byl v dubnu 1850 zatčen v Žabe a odeslán do Gura Humorului, kde zemřel na následky věznění.